# Аха
Це стаття про прийом в ландшафтному дизайні. Про фараона див.Хор Аха; про футболіста див. Хор-Аха; про музичну групу див. a-ha

Аха в розрізі. Основний вигляд справа наліво.

Аха (також ах-ах з фр. ha-ha) — в садово-парковому дизайні рів, одна сторона якого має підпірну стіну та прихована від спостерігача. Його використовували для розмежування фізичного простору саду або парку без втручання в візуальний образ ландшафту.

## Походження

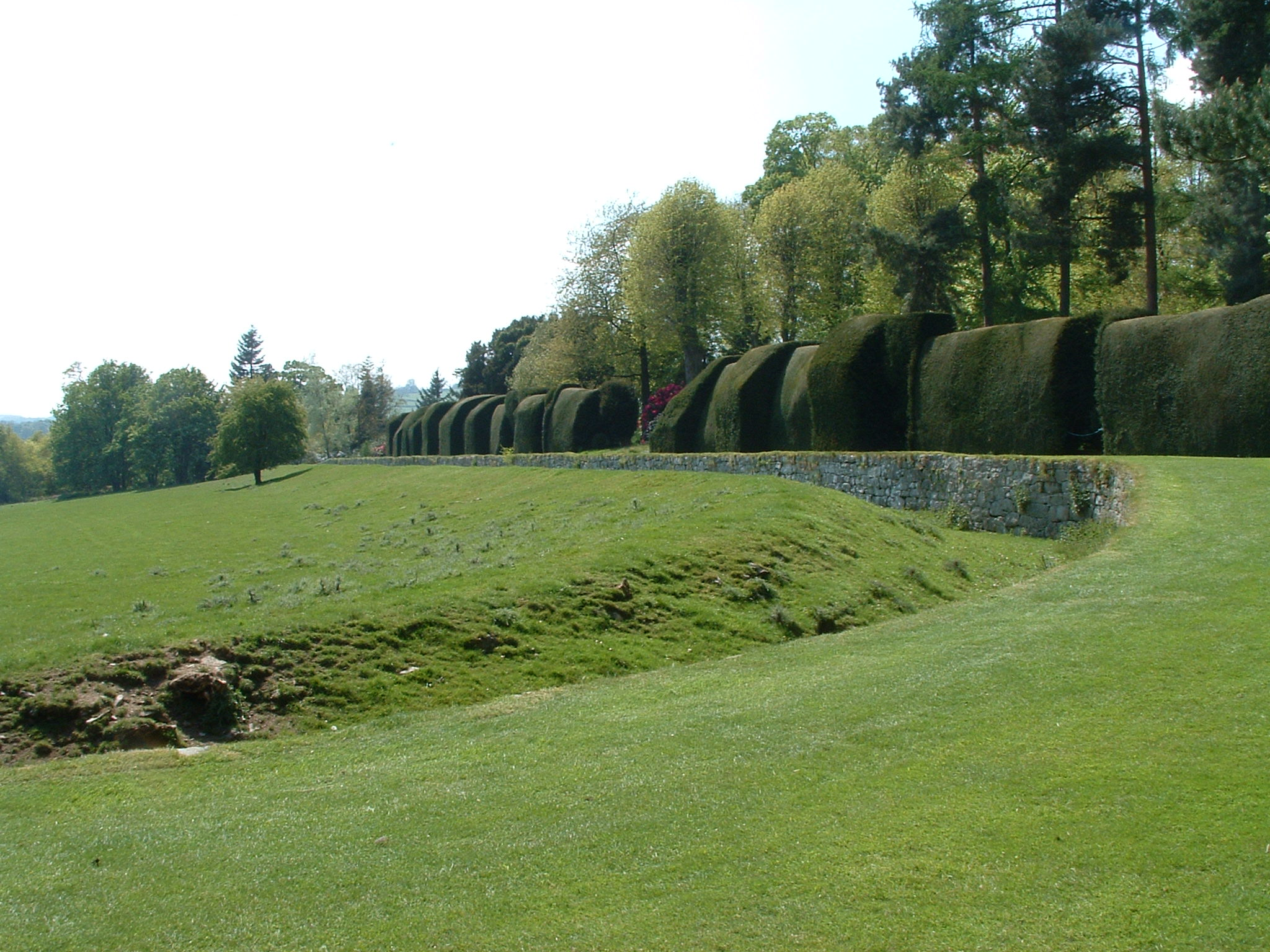
Чиркський замок в Денбіширі в Північному Уельсі

Аха переплітається з китайськими ідеями ландшафтного дизайну щодо приховування бар'єру з природою, але в Європі воно зародилося раніше, ніж європейці познайомились з китайським садово-парковим мистецтвом. Аха є відмінною рисою в дизайні Чарльза Бріджмена, якого письменник та історик мистецтва Горас Волпол та Вільям Кент вважали основоположником стилю.
Волпол вважав, що назва виникла тому, що, коли звичайні люди виявляли аха, вони видавали відповідний звук від подиву. Він не знав, що цей винахід був описаний Дезалльєром д'Аргенвіллем у праці «Теорія та практика паркового дизайну» 1709 року (фр. La théorie et la pratique du jardinage), перекладеній англійською мовою архітектором Джоном Джеймсом в 1712 році.
Під час розкопок в Айоні в 1964—1974 роках Річард Рис виявив аха XVIII століття, побудоване для захисту абатства від худоби. Воно було виключно функціональним, не містило в собі художньої мети.